# جیمز واترستون
جیمز واترستون (به انگلیسی: James Waterston) (زاده ۱۷ ژانویه ۱۹۶۹) بازیگر آمریکایی است.
از فیلم‌های معروف او می‌توان به بازی در فیلم انجمن شاعران مرده اشاره کرد.